# 東亜経済調査局
東亜経済調査局（とうあけいざいちょうさきょく）は、第二次世界大戦以前に存在していた満鉄の調査機関の一つ。略称「東亜経調」。ドイツ語では、Ostasiatischen Wirtschaftsarchiv 、英語では、The East Asiatic Economic Investigation Bureau と呼称した。

## 概要
1908年に満鉄の調査機関の一つとして東京支社に設置され、当初は世界経済の調査分析を担当していたが、1920年代以降大川周明によって主宰されるようになると、次第に東南アジア地域の調査研究に活動の重心を移した。1929年から財団法人として満鉄から独立、大川を理事長とした。1939年の満鉄調査部の拡充に伴い再び満鉄に統合され、「大調査部」に属してイスラム世界・東南アジア・インド・オーストラリアを担当地域とする分局となった。回教圏研究所と並ぶ戦時期イスラム研究の中心として、前嶋信次、坂本徳松など第二次世界大戦後の中東研究者・アジア研究者を育てたことでも知られる。

## 沿革
- 1908年11月　東京支社内に設立[4]。
- 1929年7月　満鉄より分離独立、財団法人とした[5]。
- 1935年　従来の支那課に加えて南洋課を新設。
- 1938年　附属研究所（通称、大川塾）を設置[6]。
- 1939年8月　満鉄東京支社直属として復帰[7]。庶務・南洋・西南亜細亜・資料・編輯の4班で構成 [8]。
- 1943年1月　東京支社調査室を統合。5課4係9班により構成[9][7]。

## 歴史
後藤新平による「生物学の原則」に基づき、経済及び慣習調査のための調査課、古代歴史研究のための満洲及朝鮮歴史地理調査部(1908年-1914年)と並び、東亜経済調査局は中村是公総裁時代に、「日本及会社ノ参考ト為ルヘキ世界的経済材料ヲ蒐集シ併セテ此等ノ事項ニ関スル各方面ノ諮問ニ応スルヲ目的」として、東京支社に設立された。

### 初期の活動（1908年-1914年）
満鉄理事の岡松参太郎が会社の調査部門を司り、カール・チース、オットー・ウィードフェルド、マルティン・ベーレンドを招へいして、指導にあたらせた。日常業務は、ベルリンに約8年間留学した市川代治やヘルマン・バウムフェルドが、おもに担当した。収集資料の整理マニュアル、『東亜経済調査局雑纂』というシリーズの、多様な分野のレポートが作成された。第一次世界大戦でドイツ帝国と大日本帝国が敵対することになり、その時点でほとんどの外国人が帰国した。

### 松岡均平時代（1914年-1921年）
東京帝国大学からドイツ留学していた間、東亜経済調査局設立準備に関わった松岡均平が、帰国後も引き続き関与することとなり、『世界製鉄業』（1919年）を編纂し、『経済資料』を創刊した（1915年）。この時期、伊藤武雄・嘉治隆一・岡上守道・波多野鼎ら新人会関係者、永雄策郎・大川周明・嶋野三郎といった、幅広い人材により構成されていた。

### 永雄策郎・栗原広太時代（1921年-1929年）
松岡均平の三菱転出後、経済雑誌社から転入した永雄策郎、宮内省に長く勤めた栗原広太が主事に就いた。大川周明『特許植民会社制度研究』（学位論文を1927年出版）や、嶋野三郎『露和辞典』（1928年）は、業務の一環としてこの時期に執筆された。「会員相互ノ連絡及便益ヲ計リ経済調査ノ発達ニ必要ナル事項ヲ攻究シ調査機関ノ効果ヲ増進セシムルヲ以テ目的トスル」全国経済調査機関聯合会を、1920年10月に創立した。

### 大川周明時代（1929年-1939年）
1929年大川周明は山本条太郎満鉄総裁を説得して、7月から東亜経済調査局を財団法人として独立させ、満鉄からの拠出金からなる基金により運営した。理事長に就任した大川の影響力は強まり、対立した自由主義者は退局・異動を余儀なくされた。このころから東亜経調の業務は次第に東南・西南アジア地域の調査へとシフトするようになった。それは新たに入局した古野清人・馬淵東一・法貴三郎・前嶋信次らによって担われ、成果は『南洋叢書』全5巻（1937年-1939年）、『南洋華僑叢書』（1939年）の刊行としてまとめられた。またこの時期、大川は東南アジアの地域で働く人材の育成を目的とした「附属研究所」を設立、語学・一般教養・日本精神を講じ敗戦までに6期生を送りだした。

### 「大調査部」時代（1939年-1943年）
1939年大川周明と松岡洋右満鉄総裁との協議により、8月から東亜経調は満鉄に復帰。「大調査部」の中で、イスラム世界・東南アジア・インド・オーストラリアの調査を専管する分局となった。また、回教関係稀覯書（ベルンハルト・モーリツ（Bernhard Moritz）とガブリエル・フェランの旧蔵書）が蒐集されたのも、この時期だった。これらの地域の事情を一般大衆に伝える啓蒙的な月刊誌として『新亜細亜』が創刊されたのもこの時期であり、坂本徳松ら編輯班が編集を担当した。東亜経調は大連の調査部が行っていた「支那抗戦力調査」などの綜合調査には直接関与しなかったが、太平洋戦争の勃発とともに外部機関からの委託研究が次第に増加、独自に進めていた南洋地域の基礎調査は次第に困難になっていった。

### 末期（1943年-1945年）
満鉄調査部事件をきっかけとする大調査部の再編・解体に伴って、東亜経調は日本・中国・満州を担当していた東京本社調査室と統合、第一調査課（農業・鉱工業・流通・物量の4班）・第二調査課（経済・法制・社会文化・統計の4班）・第三調査課（印度・西南亜細亜・欧米の3班）の3課に再編成された。しかしほとんど調査機能は失われ、戦災と疎開への対応に時間を追われるまま敗戦に至った。
敗戦後旧蔵書のほとんどはアメリカ合衆国により接収され、アメリカ議会図書館の蔵書になった。国内に残された旧蔵書は、国立国会図書館が購入した。
（その後、安井謙参議院議長の仲介により、アジア経済研究所の調査に基づき、日本国内に現存しないとみなされた原本のマイクロ撮影と、国立国会図書館でのマイクロフィルムによる所蔵が実現した。）
　　　

## 主要刊行物
- 経済資料（1915年3月-1943年、関東大震災以後は不定期刊行の叢書。）
- 東亜（東亜会発行）（1928年8月-1945年1月）
- 新亜細亜（1939年8月-1945年1月）